# Надер Мохаммадхані
Надер Мохаммадхані (перс. نادر محمدخانی‎; нар. 23 серпня 1963, Тегеран, Іран) — іранський футболіст, захисник.

## Клубна кар'єра
Народився в Тегерані. Футбольну кар'єру розпочав 1984 року у «Вахдаті». Потім виступав за «Персеполіс». З 1988 по 1990 рік захищав кольори «Гостарешу», після чого повернувся до «Персеполісу». З 1991 по 1994 рік виступав за «Кешварц». Після чого підсилив «Бахман». У 1997 році переходить до «Поліакрилу». У 1998 році знову повертається до «Персеполісу». У 2000 році виїздить до Катару, де захищає кольори однойменного клубу. Наступного року повернувся до Ірану, де став гравцем столичного ПАСа. Футбольну кар'єру завершив 2002 року у складі клубу «Санат Нафт».

## Кар'єра в збірній
У футболці національної збірної Ірану дебютував 1988 року. Учасник кубку Азії 1992 року. У 1998 році Джалаль Талебі викликав футболціста для участі на чемпіонаті світу у Франції. На турнірі виходив у стартовому складі у всіх трьох матчах іранської збірної: програних Югославії (0:1) та Німеччини (0:2), а також у переможному (2:1) проти США.
21 січня 2000 року вийшов на поле в другому таймі прощального у футболці збірної поєдинку проти Збірної Азії.
У футболці збірної зіграв 64 матчі, в яких відзначився 4-а голами.

## Досягнення

### Клубні
«Персеполіс»
- Про-ліга Ірану
  -  Чемпіон (2): 1998/99, 1999/00

- Кубок Хазфі
  -  Володар (2): 1987/88, 1998/99

- Кубок володарів кубків Азії
  -  Володар (1): 1990/91

- Провінційна ліга Тегерану
  -  Чемпіон (2): 1987/88, 1990/91

«Бахман»
- Кубок Хазфі
  -  Володар (1): 1994/95

### Національна команда
Іран
- Азійські ігри
  -  Чемпіон (2): 1990, 1998
- Бронзовий призер Кубка Азії: 1988